# 桂川寛
桂川 寛（かつらがわ ひろし、1924年8月20日 - 2011年10月16日）は、日本の画家。
戦後、安部公房、勅使河原宏らとともに「世紀の会」に参加し、アバンギャルド運動に大きく関わる。また、小河内ダム建設反対運動に加わり、ルポルタージュ絵画を製作した。
その後も、鋭い批判精神で社会を見据えた作品を発表し続けた。

## 経歴
- 1924年、北海道札幌市生まれ。
- 1937年、札幌商業学校入学。在学中より北海道美術協会主催の道展に入選。卒業後、札幌気象台に勤務[5]。
- 1948年、上京[6]。多摩美術専門学校入学[6]。
- 1949年、勅使河原宏、関根弘、瀬木慎一、安部公房らが結成した「世紀の会」に参加。同年、関根弘の第一詩集『沙漠の木』の表紙絵を担当。扉絵は安部公房。挿絵を勅使河原宏も描いた。この頃、多摩美術専門学校を中退[7]。
- 1950年、第2回読売アンデパンダン展に「開花期」を出品。安部公房、勅使河原宏らの人民芸術家集団にも関わる。
- 1952年、前衛美術会（1947年に井上長三郎、丸木位里、吉井忠らが結成）に入会し、小河内ダム建設反対運動の山村工作隊の文化工作隊として、山下菊二らと小河内村に2ヶ月滞在[8]。山下菊二らとルポルタージュ絵画制作。同年、美術家平和懇話会主催の第1回平和美術展に出品[注 1]。
- 1953年、日本美術会主催の第6回日本アンデパンダン展に「小河内村」を出品[9]。中村宏、河原温、池田龍雄、福田恒太、山下菊二らの青年美術家連合結成に参加。1956年まで。同年、前衛美術会の主催する第1回ニッポン展開催に参加。
- 1957年、日本美術会主催の第10回日本アンデパンダン展出品。以後、1964年まで毎年、出品[10]。
- 1958年7月から翌年2月まで日本美術会の事務局長を務める[11]。
- 1960年、前衛美術展（東京都美術館）に出品。1963年まで毎年、出品。
- 1961年、東京都豊島区千川に転居[9]。
- 1963年、日本美術会を退会[9]。
- 1964年、前衛美術会事務局を担当[9]。
- 1967年、「戦争展」開催[10]。
- 1968年、「反戦と解放展」開催[10]。
- 1975年、「天皇・戦争・アジア展」開催[10]。
- 1978年、第1回「第三世界とわれわれ展」(東京都美術館) [10]。
- 1984年、「アジアのなかの日本展」開催[10]。
- 1987年、「パレスチナ連帯展」開催[10]。
- 1994年、『桂川寛作品集　-戦後から世紀末へ1950〜1994-』（アートギャラリー環）刊行。
- 2004年11月、桂川潤の装丁、自らの装画で『廃墟の前衛──回想の戦後美術』（一葉社）[12]刊行。11月4日〜11月20日、同書の出版を記念して、東京・神田のアートギャラリー環にて、桂川寛個展を開催[13]。
- 2008年5月11日、「桂川寛展 《漂白（さすらい）の日の記録》“走り描いた古き街々の面影”」。同年、8月4日〜8月11日、展示会「『靖国』の闇に分け入って　—アートで表現する YASUKUNI—」に池田龍雄、富山妙子らとともに出展。
- 2009年7月25日〜7月29日、開催された「池袋モンパルナス展」に作品を展示。ギャラリートークで講演。
- 2010年、代表的な油彩作品50余点を東京都豊島区に寄贈・寄託[14]。同年11月4日〜11月13日、青木画廊にて「桂川寛 回顧自選展」を開催[14]。翌2011年2月17日〜3月16日、豊島区に寄贈・寄託した作品を中心に、区立熊谷守一美術館において、「桂川寛展」を開催[4]。
- 2011年10月16日、肺炎のため死去[2]。87歳没。

## 著作
- 『桂川寛作品集　-戦後から世紀末へ1950〜1994-』（アートギャラリー環、1994年）
- 『廃墟の前衛──回想の戦後美術』（一葉社、2004年）

## 表紙・挿絵を描いた主な出版物
- 『砂漠の木』（関根弘詩集、世紀群叢書、1949年）
- 『カフカ小品集』（花田清輝訳、世紀群叢書、1950年）
- 『壁』（安部公房、月曜書房、1951年）
- 『蘭』（安東次男詩集、月曜書房、1951年）
- 『きつねのさいばん』（ゲーテ、あかね書房、1952年）
- 『せむしの子馬』（エルショーフ、あかね書房、1952年）
- 『水晶の宮殿』（A.コレノ、あかね書房、1967年）
- 『母と子の世界の文豪童話シリーズ. 第12巻』（ドストエフスキーほか、研秀出版、1969年）
- 『分離の時間』（松本清張、光文社、1969年）
- 『世界終末十億年前』（ストルガツキー兄弟、群像社、1989年）
- 『月曜日は土曜日に始まる』（ストルガツキー兄弟、群像社、1989年）
- 『地獄から来た青年』（ストルガツキー兄弟、群像社、1994年）

## 所蔵・展示
- 国立国際美術館所蔵
  - 「都市」（1959年）
- 刈谷市美術館所蔵
  - 「キャビンからの眺め」（1965年）
  - 「魚眼世界」（1965年）
  - 「魚眼の風景」（1966年）
- 板橋区立美術館所蔵[3]
  - 「小河内村」（1952年）
  - 「立ち退く人々」（1952年）
- 東京都豊島区所蔵
  - 代表的な油彩作品50余点

## 家族
- 桂川潤（長男、装丁家）

## 関連人物
- 安部公房
- 勅使河原宏
- 関根弘
- 瀬木慎一
- 池田龍雄
- 山下菊二
- 安東次男 - 桂川の作品『開花期』をモチーフにした同名の詩を発表している